# Национальная академия наук Грузии
Национальная академия наук Грузии (груз. საქართველოს მეცნიერებათა ეროვნული აკადემია, прежние названия: Академия наук Грузинской ССР, Академия наук Грузии) — главное научное общество Грузии. Академия располагается Тбилиси, в историческом здании Грузугля (1953).
Проводит фундаментальные исследования в области теоретических и прикладных знаний, источниками финансирования являются госбюджет, оплата по договорам. Определяет приоритетные направления деятельности, координирует работы.
Имеет государственный статус. Самоуправляема, высшим органом является общее собрание всех членов.

## История
Предшественником организации явился существовавший в 1932—1933 годах Закавказский филиал АН СССР.
В 1935 году Закавказский филиал был преобразован и разделён на Азербайджанский, Армянский и Грузинский филиалы АН СССР.
Академия наук Грузинской ССР была создана 10 февраля 1941 года на базе Грузинского филиала АН СССР и ряда научно-исследовательских учреждений, существовавших ранее при Тбилисском государственном университете.
Первыми действительными членами АН Грузинской ССР стали: 

1. член-корреспондент АН СССР Г. Ахвледиани (языкознание),
2. академик АН СССР И. Бериташвили (физиология),
3. С. Джанашиа (история, академик АН СССР с 1943 года),
4. А. Джанелидзе (геология),
5. К. Завриев (строительная механика),
6. Ф. Зайцев (зоология),
7. Т. Кварацхелия (субтропические культуры),
8. К. Кекелидзе (филология),
9. Н. Кецховели (ботаника),
10. академик АН СССР Н. Мусхелешвили (математика, механика),
11. А. Твалчрелидзе (минералогия, петрография),
12. Д. Узнадзе (психология),
13. А. Чикобава (языкознание),
14. Г. Чубинашвили (искусствоведение),
15. член-корреспондент АН СССР Г. Хачапуридзе (история),
16. член-корреспондент АН СССР А. Шанидзе (языкознание);

Первым президентом стал Нико Мусхелишвили.
Были созданы институты:
Институт истории
Институт языка имени академика Марра
Институт психологии
Институт истории грузинской литературы имени Руставели
Институт истории грузинского искусства
Институт математики
Институт химии
Институт геологии и минералогии
Институт физиологии
Институт зологии
Институт физики и геофизики
Ботанический институт по изучению и обследованию ресурсов местного дубильного сырья
Институт защиты растений
Институт виноградарства и виноделия
Институт полеводства
Институт металла и горного дела (1945)
Институт леса (1945)
Институт географии (1945)
В 1944 году в учреждениях АН Грузинской ССР работало 903 человека, в 1945 году — 1340 человек.
Научное признание получили грузинские школы математики, физики, психологии, философии, физиологии, ботаники, востоковедения, лингвистики, археологии, этнографии и палеобиологии.
После провозглашения государственной независимости Грузии (1991), в 1995 году была образована Национальная академия наук Грузии, вошедшая в Международный совет по науке (ICSU, Франция).
На 1998 год в Академию входило 63 научных учреждения, имелось СКБ научного приборостроения с опытным производством, производственно-издательское объединение «Мецниереба», центральная библиотека. В структуре Академии насчитывалось 9108 человек, из них 5346 научных сотрудника, в т. ч. 633 доктора и 2487 кандидатов наук. В действительные члены было избрано 68, в члены-корреспонденты 78, в иностранные — 44 человека.
В 2007 году прошла реформа академии; все научно-исследовательские институты, входившие в состав НАН Грузии, были переданы университетам.

## Президенты академии
- с 1941 — математик Николай Мусхелишвили
- с 1972 — математик Илья Векуа
- с 1978 — астрофизик Евгений Харадзе
- с 1986 — физик Альберт Тавхелидзе
- с 2005 — лингвист Тамаз Гамкрелидзе
- с 2013 — биолог Георгий Квеситадзе
- с 2023 — историк Роин Метревели

## Членство
В НАН Грузии по закону могут состоять не более 70 действительных членов (академиков). Другие категории членства: член-корреспондент, почётный член, иностранный член.
Все члены академии принадлежат к одному из девяти её отделений:
- Отделение биологических наук (в списках членов — ОБН; 5 академиков и 3 чл.-корр., академик-секретарь в настоящее время — Тинатин Садунишвили).
- Отделение математики и физики (ОМФ; 11 академиков и 2 чл.-корр., академик-секретарь — Георгий Джапаридзе).
- Отделение наук о земле (ОНЗ; 5 академиков и 2 чл.-корр., академик-секретарь — Тамаз Челидзе).
- Отделение общественных наук (ООН; 12 академиков и 6 чл.-корр., академик-секретарь — Лиана Меликишвили).
- Отделение сельскохозяйственных наук (ОСХН; 5 академиков и 2 чл.-корр., академик-секретарь — Автандил Корахашвили).
- Отделение технических наук и информационных технологий (ОТНИТ; 8 академиков и 3 чл.-корр., академик-секретарь — Элгуджа Медзмариашвили).
- Отделение физиологии и медицины (ОФМ; 7 академиков и 2 чл.-корр., академик-секретарь — Рамаз Хецуриани).
- Отделение химии и химической технологии (ОХХТ; 5 академиков и 2 чл.-корр., академик-секретарь — Владимир Цицишвили).
- Отделение языка, литературы и искусства (ОЯЛИ; 7 академиков и 3 чл.-корр., академик-секретарь — Элизбар Джавелидзе).

Выборы новых академиков и членкоров проводятся Общим собранием членов академии, почётных и иностранных членов — Академическим советом академии с последующим утверждением на Общем собрании. В соответствии с действующим законом, академикам и членам-корреспондентам выплачивается государством пожизненная ежемесячная стипендия (не менее 1600 и 1000 лари, соответственно).

### Списки членов НАН Грузии
Цветовые выделения
| Красным цветом выделен президент НАН Грузии. Жёлтым цветом выделены вице-президенты НАН Грузии. | Зелёным цветом выделены академики-секретари отделений НАН Грузии. Серым цветом выделены прочие члены президиума (академического совета) НАН Грузии. |

Всего в текущем списке членов НАН Грузии 65 действительных членов.
| Имя                     | Дата рождения    | Степени и звания              | Год избрания | Отд.  | Специализация | Место работы                                                                                         |
| ----------------------- | ---------------- | ----------------------------- | ------------ | ----- | --- | --- |
| Алексидзе, Гурам        | 30 июля 1939     | д.б.н., профессор             | 2018         | ОСХН  | биоэкология | Грузинская академия сельскохозяйственных наук (президент)                                            |
| Арабули, Автандил       | 24 марта 1953    | д.филол.н., профессор         | 2015         | ОЯЛИ  | лексикология, лингвистика | Институт языкознания им. А. Чикобава (Тбилисский государственный университет)                        |
| Асатиани, Валериан      | 15 ноября 1950   | д.и.н., профессор             | 2021         | ОЯЛИ  | классическая филология, византинистика, культурные связи, современная грузинская культура | Грузинский национальный музей                                                                        |
| Гавардашвили, Гиви      | 15 января 1958   | д.т. н., профессор            | 2022         | ОСХН  | гидромелиорация, лабораторное моделирование ирригационных и дренажных систем | Грузинский технический университет                                                                   |
| Гамкрелидзе, Ираклий    | 8 мая 1933       | д.г.-м.н., профессор          | 1988         | ОНЗ   | региональная геология и геотектоника, структурная геология, сейсмотектоника, геодинамика магматических и метаморфических процессов | Геологический институт им. А.И. Джанелидзе                                                           |
| Гахокидзе, Рамаз        | 17 июня 1945     | д.х.н., профессор             | 2022         | ОХХТ  | биоорганическая химия, химия углеводов, химическая экология | Институт биоорганических технологий (Грузинский технический университет)                             |
| Гачечиладзе, Реваз      | 4 мая 1943       | д.г.н., профессор             | 2018         | ОНЗ   | экономическая и политическая география | Тбилисский государственный университет                                                               |
| Гогиашвили, Омар        | 21 октября 1941  | д.и.н., профессор             | 2020         | ООН   | история, политология, российско-грузинские политико-культурные взаимоотношения | Грузинский технический университет                                                                   |
| Гургенидзе, Давид       | 16 октября 1963  | к.т. н., профессор            | 2023         | ОТНИТ | гидротехнические сооружения | Грузинский технический университет                                                                   |
| Джавелидзе, Элизбар     | 15 декабря 1938  | д.филол.н., профессор         | 2013         | ОЯЛИ  | восточные поэзия, религия, философия и эстетика | Министр науки и образования (1991—1992), депутат Парламента Грузии, главред нескольких газет         |
| Джанелидзе, Георгий     | 1952             | д.ф.-м.н., профессор          | 2013         | ОМФ   | теория категорий | Кейптаунский университет                                                                             |
| Джапаридзе, Георгий     | 29 июля 1953     | д.ф.-м.н., профессор          | 2013         | ОМФ   | физика нетрадиционных сверхпроводников | Институт физики им. Э. Андроникашвили (Тбилисский государственный университет)                       |
| Джапаридзе, Леван       | 14 ноября 1936   | д.т. н., профессор            | 2018         | ОТНИТ | гидротехника, механика подземных сооружений | Институт горной механики им. Г.А. Цулукидзе                                                          |
| Джапаридзе, Шота        | 20 октября 1946  | д.м.н., профессор             | 2013         | ОФМ   | хирургическая оториноларингология | Тбилисский государственный медицинский университет                                                   |
| Джибути, Михаил         | 11 апреля 1954   | д.э.н., профессор             | 2022         | ООН   | | Университет Григола Робакидзе                                                                        |
| Заалишвили, Тенгиз      | 18 июня 1949     | д.б.н.                        | 2022         | ОБН   | структура и функции генома эукариотов | Институт молекулярной биологии и биофизики                                                           |
| Имедадзе, Ираклий       | 2 января 1952    | д.психол.н., профессор        | 2023         | ООН   | психология | Институт психологии им. Д.Н. Узнадзе (Государственный университет Ильи)                              |
| Инасаридзе, Хведри      | 6 декабря 1932   | д.ф.-м.н., профессор          | 2001         | ОМФ   | гомологическая и гомотопическая алгебра, K-theory, алгебраическая топология, теория категорий, алгебраическая геометрия | Математический институт им. А.М. Размадзе (Тбилисский государственный университет)                   |
| Кадеишвили, Торнике     | 11 июля 1948     | д.ф.-м.н., профессор          | 2023         | ОМФ   | алгебраическая топология | Математический институт им. А.М. Размадзе (Тбилисский государственный университет)                   |
| Какабадзе, Михаил       | 2 апреля 1939    | д.г.-м.н., профессор          | 2020         | ОНЗ   | биостратиграфическая корреляция меловых отложений в разных географических поясах; палеогеография и палеобиография мелового периода; фауна головоногих моллюсков (систематика, филогения, палеоэкология, биогеография, стратиграфическое значение) | Геологический институт им. А.И. Джанелидзе (Тбилисский государственный университет)                  |
| Кацарава, Рамаз         | 15 сентября 1943 | д.х.н., профессор             | 2019         | ОХХТ  | гетерогенные полимеры | Институт химии и молекулярной инженерии (Аграрный университет Грузии)                                |
| Качиашвили, Картлос     | 23 декабря 1950  | д.т. н., профессор            | 2022         | ОТНИТ | математическая статистика, анализ данных, математическое моделирование | Грузинский технический университет                                                                   |
| Квеситадзе, Георгий     | 30 мая 1942      | д.б.н., профессор             | 1988         | ОБН   | биохимия, изучение микроорганизмов | Институт биохимии и биотехнологии им. С.В. Дурмшидзе                                                 |
| Квинихидзе, Александр   | 24 сентября 1946 | д.ф.-м.н.                     | 2021         | ОМФ   | квантовая теория поля, квантовая хромодинамика, кварки, адроны | Математический институт им. А.М. Размадзе (Тбилисский государственный университет)                   |
| Кеванишвили, Зураб      | 15 марта 1941    | д.м.н., профессор             | 2018         | ОФМ   | дисфункция слуховой системы человека | Национальный центр аудиологии                                                                        |
| Кемертелидзе, Этери     | 23 марта 1926    | д.фарм.н., профессор          | 1993         | ОХХТ  | изучение природных биологически активных веществ в аспекте разработки новых лекарств | Институт фармакохимии им. И.Г. Кутателадзе                                                           |
| Кигурадзе, Иван         | 12 января 1937   | д.ф.-м.н., профессор          | 1993         | ОМФ   | обыкновенные дифференциальные уравнения (качественная теория неавтономных уравнений, теория осцилляции, краевые задачи) | Математический институт им. А.М. Размадзе                                                            |
| Корахашвили, Автандил   | 24 сентября 1949 | д.с.-х.н., профессор          | 2013         | ОСХН  | сохранение биоразнообразия; создание, выращивание, уход, контроль, переработка и утилизация новых сортов | Аграрный университет Грузии                                                                          |
| Лордкипанидзе, Важа     | 29 ноября 1949   | д.э.н., профессор             | 2018         | ООН   | демография | Тбилисский государственный университет                                                               |
| Лордкипанидзе, Давид    | 5 августа 1963   | д.г.н., профессор             | 2018         | ОБН   | археология, антропология | Грузинский национальный музей                                                                        |
| Медзмариашвили, Элгуджа | 17 августа 1946  | д.т. н., д.воен.н., профессор | 2013         | ОТНИТ | механика космических комплексов, военная инженерия | Грузинский технический университет                                                                   |
| Меликишвили, Лиана      | 17 марта 1943    | д.и.н.                        | 2023         | ООН   | история Грузии, археология, этнография, история искусства | Международный исследовательский институт кавказских народов                                          |
| Мерабишвили, Инесса     | 5 марта 1950     | д.филол.н., профессор         | 2018         | ОЯЛИ  | филология, лингвистика, теория перевода | Тбилисский государственный университет                                                               |
| Метревели, Роин         | 7 декабря 1939   | д.и.с., профессор             | 1993         | ООН   | средневековая история Грузии, источниковедение, история общественной мысли | Тбилисский государственный университет                                                               |
| Микеладзе, Давид        | 8 июля 1947      | д.б.н., профессор             | 2013         | ОФМ   | биохимия, нейрохимия | Государственный университет Ильи                                                                     |
| Митагвария, Нодар       | 29 января 1941   | д.б.н., профессор             | 2013         | ОФМ   | функционирование и нарушение механизмов, обеспечивающих метаболическое поддержание функций головного мозга | Центр экспериментальной биомедицины им. И. Бериташвили                                               |
| Мусхелишвили, Давид     | 19 октября 1928  | д.и.н., профессор             | 1993         | ООН   | археология, история Грузии, историческая география | Институт истории и этнографии им. И.А. Джавахишвили                                                  |
| Надарая, Элизбар        | 17 апреля 1936   | д.ф.-м.н., профессор          | 2023         | ОМФ   | теория вероятностей, математическая статистика | Тбилисский государственный университет                                                               |
| Нанеишвили, Темур       | 4 августа 1940   | д.б.н., профессор             | 2013         | ОФМ   | нейрофизиология памяти, психофизиология, экспериментальная нейропсихология | Центр экспериментальной биомедицины им. И. Бериташвили                                               |
| Натриашвили, Тамаз      | 9 мая 1950       | д.т. н., профессор            | 2018         | ОТНИТ | использование альтернативных источников энергии и видов топлива | Институт механики машин им. Р. Двали                                                                 |
| Нерсесян, Александр     | 27 ноября 1943   | д.ф.-м.н., профессор          | 2018         | ОМФ   | математика, теоретическая физика | Институт физики им. Э. Андроникашвили (Тбилисский государственный университет)                       |
| Павлиашвили, Соломон    | 24 августа 1959  | д.э.н., профессор             | 2021         | ОСХН  | макроэкономика, сельское хозяйство, охрана окружающей среды | Министерство сельского хозяйства Грузии (заместитель министра)                                       |
| Папава, Владимир        | 25 марта 1955    | д.э.н., профессор             | 2013         | ООН   | экономическая теория, математическое моделирование экономики, макроэкономика, теория посткоммунистической трансформации экономики, экономика Грузии и Кавказа                                                                                     | Тбилисский государственный университет                                                               |
| Папунидзе, Вано         | 10 февраля 1940  | д.б.н., профессор             | 2020         | ОСХН  | экономика леса, сельскохозяйственные науки, экология, зоология, введение новых растений в культуру | Батумский государственный университет имени Шота Руставели                                           |
| Прангишвили, Арчил      | 13 апреля 1961   | д.т. н., профессор            | 2013         | ОТНИТ | | Грузинский технический университет                                                                   |
| Садунишвили, Тинатин    | 22 декабря 1952  | д.б.н., профессор             | 2015         | ОБН   | потребление азота и его метаболизм у растений; усвоение аммиака; физико-химические свойства азота и ферментов энергетического обмена, их кинетика и регуляторные механизмы                                                                        | Аграрный университет Грузии                                                                          |
| Самушия, Джаба          | 15 августа 1971  | д.и.н., профессор             | 2022         | ОЯЛИ  | | Национальный научный фонд им. Шота Руставели                                                         |
| Силагадзе, Автандил     | 5 февраля 1954   | д.э.н., профессор             | 2013         | ООН   | экономические доктрины, международная экономика, макроэкономика, финансы и банковское дело | Тбилисский университет международных отношений                                                       |
| Сосиашвили, Георгий     | 22 июня 1977     | к.и.н., профессор             | 2024         | ООН   | история Грузии | депутат Парламента Грузии                                                                            |
| Угрехелидзе, Миндия     | 19 мая 1942      | к.ю.н., профессор             | 2022         | ООН   | международное право | Кавказский международный университет                                                                 |
| Харазишвили, Александр  | 18 ноября 1949   | д.ф.-м.н.                     | 2014         | ОМФ   | бесконечная комбинаторика, теория измерений, функциональный анализ | Математический институт им. А.М. Размадзе (Тбилисский государственный университет)                   |
| Хецуриани, Джони        | 23 октября 1951  | д.ю.н., профессор             | 2013         | ООН   | конституционное право, защита прав человека | Университет Давида Агмашенебели                                                                      |
| Хецуриани, Рамаз        | 14 мая 1949      | д.м.н., профессор             | 2018         | ОФМ   | нормальная анатомия | Тбилисский государственный медицинский университет                                                   |
| Хинтибидзе, Элгуджа     | 7 июня 1937      | д.филол.н., профессор         | 2013         | ОЯЛИ  | творчество Шота Руставели, взаимодействие литературы Грузии, Византии и Европы | Тбилисский государственный университет                                                               |
| Хуродзе, Рамаз          | 9 ноября 1944    | д.т. н., профессор            | 2019         | ОТНИТ | | Грузинский технический университет                                                                   |
| Цицишвили, Владимир     | 17 марта 1947    | д.х.н., профессор             | 2019         | ОХХТ  | физическая химия, состав и свойства веществ | Институт физической и органической химии им. П. Меликишвили (Тбилисский государственный университет) |
| Чагелишвили, Георгий    | 3 декабря 1952   | д.ф.-м.н.                     | 2013         | ОМФ   | астрофизика, геофизика, физика плазмы, гидродинамика | Абастуманская астрофизическая обсерватория Институт геофизики им. М. Нодиа                           |
| Чанкветадзе, Бежан      | 13 июня 1957     | д.х.н., профессор             | 2013         | ОХХТ  | методы разделения веществ, хиральность и хиральный анализ, микро- и нанометоды исследования веществ, фармацевтический и биомедицинский анализ, межмолекулярная идентификация                                                                      | Тбилисский государственный университет                                                               |
| Челидзе, Тамаз          | 24 декабря 1934  | д.ф.-м.н., профессор          | 2013         | ОНЗ   | экспериментальное и теоретическое изучение физики гетерогенных объектов, поверхностные физико-химические процессы; эко-, архео- и гидрогеофизика, геотермия; сейсмические риски и предсказание землетрясений                                      | Институт геофизики им. М. Нодиа (Тбилисский государственный университет)                             |
| Шакаришвили, Роман      | 18 апреля 1944   | д.м.н., профессор             | 2013         | ОФМ   | неврология, нейрохирургия | Институт неврологии им. П. Сараджишвили                                                              |
| Шанидзе, Мзекала        | 16 января 1926   | д.филол.н., профессор         | 2013         | ОЯЛИ  | лингвистика, лексикология, история Грузии | Тбилисский государственный университет                                                               |
| Шенгелая, Александр     | 3 ноября 1968    | PhD (физика), профессор       | 2023         | ОМФ   | физика конденсированного состояния | Тбилисский государственный университет                                                               |
| Шенгелиа, Давид         | 4 мая 1933       | д.г.-м.н., профессор          | 2013         | ОНЗ   | петрология магматических и метаморфических пород | Геологический институт им. А.И. Джанелидзе (Тбилисский государственный университет)                  |
| Шенгелия, Рамаз         | 28 сентября 1952 | д.м.н., профессор             | 2018         | ОБН   | медицинская антропология, этномедицина, биоэтика | Тбилисский государственный медицинский университет                                                   |
| Шилакадзе, Тамаз        | 19 февраля 1932  | к.т. н.                       | 2018         | ОТНИТ | | Sakgzametsniereba LLC                                                                                |

| Имя                    | Дата рождения    | Степени и звания       | Год избрания | Отд.  | Специализация | Место работы                                                                                         |
| ---------------------- | ---------------- | ---------------------- | ------------ | ----- | --- | --- |
| Абралава, Анзор        | 6 ноября 1958    | д.э.н., профессор      | 2024         | ООН   | компьютерные модели управления экономикой | Грузинский технический университет                                                                   |
| Алибегашвили, Георгий  | 26 мая 1959      | д.ф.н., профессор      | 2024         | ОЯЛИ  | древнегрузинская литература | Грузинский университет им. св. Андрея Первозванного                                                  |
| Амирханашвили, Коба    | 5 августа 1954   | д.х.н., профессор      | 2024         | ОХХТ  | металлургия и материаловедение | Институт физической и органической химии им. П. Меликишвили (Тбилисский государственный университет) |
| Басиладзе, Гиви        | 27 сентября 1951 | д.с.-х.н., профессор   | 2024         | ОСХН  | животноводство | Аграрный университет Грузии                                                                          |
| Бекая, Гурам           | 28 октября 1929  | д.м.н., профессор      | 2024         | ОФМ   | нейрофизиология | Центр экспериментальной биомедицины им. И. Бериташвили                                               |
| Брачули, Ираклий       | 2 ноября 1956    | д.филос.н., профессор  | 2024         | ООН   | философия, история философии | Грузинский университет им. св. Андрея Первозванного (ректор)                                         |
| Гогичайшвили, Георгий  | 20 января 1941   | д.т.н., профессор      | 2009         | ОТНИТ | автоматизированные системы управления | Грузинский технический университет                                                                   |
| Джапошвили, Георгий    | 3 ноября 1970    | к.б.н., профессор      | 2024         | ОБН   | зоология | Институт энтомологии (Аграрный университет Грузии)                                                   |
| Дидебулидзе, Александр | 30 сентября 1944 | д.т.н., профессор      | 1997         | ОСХН  | устойчивое развитие сельского хозяйства, сельскохозяйственной инженерии и электромеханики | Аграрный университет Грузии                                                                          |
| Кавтарадзе, Реваз      | 30 октября 1951  | д.т.н., профессор      | 2024         | ОТНИТ | энергетика | Институт механики машин им. Р. Двали                                                                 |
| Майсадзе, Ферандо      | 14 апреля 1941   | д.г.-м.н.              | 2009         | ОНЗ   | региональная геология, тектоника, палеогеография и литология | Геологический институт им. А.И. Джанелидзе (Тбилисский государственный университет)                  |
| Мачарашвили, Теймураз  | 25 сентября 1956 | д.ф.-м.н.              | 2024         | ОНЗ   | геофизика | Институт геофизики им. М. Нодиа (Тбилисский государственный университет)                             |
| Месхи, Александр       | 2 мая 1972       | д.ф.-м.н., профессор   | 2024         | ОМФ   | математика | Математический институт им. А.М. Размадзе (Тбилисский государственный университет)                   |
| Надирадзе, Эльдар      | 15 сентября 1949 | д.и.н., профессор      | 2024         | ООН   | история и этнография Грузии | Грузинский национальный музей                                                                        |
| Нахуцришвили, Георгий  | 1 июня 1932      | д.б.н., профессор      | 1979         | ОБН   | высокогорная растительность: биоразнообразие, экология, география | Институт ботаники, Тбилисский ботанический сад                                                       |
| Окуджава, Михаил       | 14 марта 1970    | д.м.н., профессор      | 2024         | ОФМ   | клиническая медицина | Государственный университет Ильи                                                                     |
| Пицхелаури, Шенгели    | 24 августа 1946  | к.ю.н., профессор      | 2024         | ООН   | юриспруденция | Служба государственной безопасности Грузии (заместитель руководителя)                                |
| Сигуа, Сосо            | 16 июня 1949     | д.филол.н., профессор  | 2024         | ОЯЛИ  | литературоведение | Горийский государственный педагогический университет                                                 |
| Схиртладзе, Заза       | 7 сентября 1957  | д.иск., профессор      | 2024         | ООН   | история и теория искусства | Тбилисский государственный университет                                                               |
| Татишвили, Григор      | 16 ноября 1960   | к.ф.-м.н.              | 2024         | ОХХТ  | химия и химические технологии | Институт неорганической химии и электрохимии им. Р. Агладзе (Тбилисский государственный университет) |
| Хатисашвили, Гия       | 18 января 1963   | д.б.н., профессор      | 2024         | ОБН   | биохимия растений | Институт биохимии и биотехнологии им. С.В. Дурмшидзе                                                 |
| Хелашвили, Анзор       | 19 августа 1938  | д.ф.-м.н., профессор   | 1997         | ОМФ   | теоретическая и математическая физика, квантовая теория поля, физика элементарных частиц | Тбилисский государственный университет                                                               |
| Чарквиани, Давид       | 27 июля 1944     | д.психол.н., профессор | 2001         | ООН   | | Институт психологии им. Д.Н. Узнадзе                                                                 |
| Чихрадзе, Николоз      | 20 сентября 1958 | д.т.н., профессор      | 2024         | ОТНИТ | добыча полезных ископаемых | Институт горной механики им. Г.А. Цулукидзе                                                          |
| Шенгелия, Важа         | 4 октября 1940   | д.филол.н.             | 2009         | ОЯЛИ  | исследование структуры и истории картвельских и иберо-кавказских (в частности, абхазо-черкесских) языков, анализ их фонетических систем, грамматической структуры и вокабуляра с синхронистической и диахронистической точек зрения | Институт языкознания им. А. Чикобава (Тбилисский государственный университет)                        |

| Имя                         | Гр-во                              | Дата рожд.       | Степени и звания                                                                        | Дата избрания | Отд.    | Специализация                                               | Место работы |
| --------------------------- | ---------------------------------- | ---------------- | --------------------------------------------------------------------------------------- | ------------- | ------- | ----------------------------------------------------------- | --- |
| Айюб, Билал                 | Соединённые Штаты Америки          | 5 января 1958    | PhD, профессор                                                                          | 10.05.2023    | ОТНИТ   | Системная инженерия                                         | Мэрилендский университет в Колледж-Парке                                                                             |
| Алиев, Джамиль              | Азербайджан                        | 30 марта 1946    | д.м.н., профессор, академик НАН Азербайджана                                            | 29.06.2010    | ОФМ     | Клиническая онкология                                       | Национальный центр онкологии Минздрава Азербайджанской Республики                                                    |
| Алиев, Мамед                | Россия                             | 8 апреля 1955    | д.м.н., профессор, академик РАН                                                         | 24.09.2013    | ОФМ     | Педиатрическая онкология                                    | НИИ детской онкологии и гематологии Национального медицинского исследовательского центра онкологии им. Н. Н. Блохина |
| Алкен, Петер                | Германия                           | 1942             | MD, профессор                                                                           | 05.06.2018    | ОФМ     | Мочекаменная болезнь, онкология                             | Университетская клиника Мангейма                                                                                     |
| Бай Чуньли                  | Китай                              | 26 сентября 1953 | PhD, профессор, член Китайской академии наук                                            | 21.12.2018    | ОХХТ    | Химические нанотехнологии                                   | Китайская академия наук (президент)                                                                                  |
| Байер, Хорст                | Германия                           | 1950             | Dr.-Ing., профессор                                                                     | 02.04.2015    | ОТНИТ   | Механика                                                    | Мюнхенский технический университет                                                                                   |
| Балансар, Ги                | Франция                            | 1942             |                                                                                         | 20.06.2002    | ОХХТ    | Фармакохимия                                                | Средиземноморский университет                                                                                        |
| Бен-Авраам, Цви             | Израиль                            | 16 ноября 1941   | PhD (геофизика), профессор                                                              | 24.12.2021    | ОНЗ     | Геофизика                                                   | Тель-Авивский университет                                                                                            |
| Блюм, Винфрид               | Германия · Австрия                 | 15 июня 1941     | PhD, профессор                                                                          | 11.12.2009    | ОСХН    | Почвоведение и лесоводство                                  | Венский сельскохозяйственный университет                                                                             |
| Бокерия, Лео                | Россия                             | 22 декабря 1939  | д.м.н., профессор, академик РАН                                                         | 26.06.2012    | ОФМ     | Кардиохирургия                                              | НЦ сердечно-сосудистой хирургии им. А.Н. Бакулева                                                                    |
| Вашакмадзе, Леван           | Россия                             | 5 апреля 1945    | д.м.н., профессор                                                                       | 18.07.2016    | ОФМ     | Онкология                                                   | Национальный медицинский исследовательский центр онкологии имени Н. Н. Блохина                                       |
| Габиббейли, Иса Акбар оглы  | Азербайджан                        | 16 октября 1949  | PhD,профессор                                                                           | 10.07.2024    | ОЯЛИ    | Филология                                                   | Президент НАН Азербайджана                                                                                           |
| Гапуров, Шахрудин           | Россия                             | 6 января 1951    | д.и.н.,профессор                                                                        | 13.12.2018    | ООН     | История, индология, кавказоведение                          | Институт гуманитарных исследований АН Чеченской Республики                                                           |
| Геловани, Виктор            | Россия                             | 8 октября 1944   | д.т. н., академик РАН                                                                   | 20.06.2002    | ОТНИТ   | Системный анализ и математическое моделирование             | Институт системного анализа РАН                                                                                      |
| Гипперт, Йост               | Нидерланды                         | 12 марта 1956    | PhD,профессор                                                                           | 17.06.2019    | ОЯЛИ    | Лингвистика, сравнительное языкознание, кавказские языки    | Франкфуртский университет им. Гёте                                                                                   |
| Гогичаишвили, Автандил      | Мексика                            | 1970             | PhD, профессор                                                                          | 30.10.2013    | ОНЗ     | Геофизика, геомагнетизм                                     | Институт геофизики Национального автономного университета Мексики                                                    |
| Давид, Ицхак                | Израиль                            | 12 января 1946   |                                                                                         | 28.06.1996    | ООН     | История                                                     | |
| Джена, Бхану Пратап         | Соединённые Штаты Америки          | 1 ноября 1955    | PhD (эндокринология), профессор                                                         | 29.06.2012    | ОБН     | Нанобиология клетки                                         | Медицинская школа Университета Уэйна                                                                                 |
| Джонс, Стивен               | Соединённые Штаты Америки          | 1953             | PhD, профессор                                                                          | 29.06.2010    | ООН     | Политология и социология                                    | Гарвардский университет                                                                                              |
| Дзикики, Антонино           | Италия                             | 15 октября 1929  | профессор, член Папской академии наук                                                   | 28.06.1996    | ОМФ     | Ядерная физика                                              | Болонский университет                                                                                                |
| Диндар-Микеладзе, Исмет     | Турция                             | 20 февраля 1956  |                                                                                         | 17.06.2019    | ОФМ     | Кардиология                                                 | Батумский международный университет, Университетская больница Батуми                                                 |
| Дура, Николае               | Румыния                            | 9 августа 1945   | PhD (теология, каноническое право), профессор                                           | 26.04.2016    | ООН     | Теология, философия                                         | Университет Овидия в Констанце                                                                                       |
| Жуковский, Владислав        | Россия                             | 30 апреля 1937   | д.ф.-м.н., профессор                                                                    | 20.06.2002    | ОТНИТ   | Процессы управления                                         | Московский государственный университет                                                                               |
| Иоселиани, Давид            | Россия                             | 3 июня 1943      | д.м.н., профессор, академик РАН                                                         | 06.07.2017    | ОФМ     | Кардиология                                                 | Сеченовский университет                                                                                              |
| Исаханлы, Гамлет            | Азербайджан                        | 1 марта 1948     | д.ф.-м.н., профессор                                                                    | 24.12.2021    | ОТНИТ   | Прикладная механика                                         | Университет Хазар |
| Исмаилов, Эльдар            | Азербайджан                        |                  | к.э.н                                                                                   | 26.06.2012    | ООН     | Геоэкономика                                                | Институт стратегических исследований Кавказа                                                                         |
| Клёсов, Анатолий            | Соединённые Штаты Америки · Россия | 20 ноября 1946   | д.х.н., профессор                                                                       | 17.01.2014    | ОБН     | Биохимия                                                    | Galectin Therapeutics                                                                                                |
| Кобуш, Тео                  | Германия                           | 9 апреля 1948    | DSc, профессор                                                                          | 20.06.2002    | ООН     | История философии                                           | Боннский университет                                                                                                 |
| Кокая, Мераб                | Швеция                             | 16 марта 1956    | д.б.н., профессор                                                                       | 06.07.2017    | ОФМ     | Нейрофизиология                                             | Лундский университет                                                                                                 |
| Котляков, Владимир          | Россия                             | 6 ноября 1931    | д.геогр.н., академик РАН                                                                | 28.06.1996    | ОНЗ     | Гидрология                                                  | Институт географии РАН                                                                                               |
| Кропински, Эндрю [уточнить] | Канада                             |                  | PhD, профессор                                                                          | 29.06.2010    | ОБН     | Микробиология, молекулярная биология                        | Агентство общественного здравоохранения Канады                                                                       |
| Кузнецов, Владимир          | Россия                             | 29 сентября 1950 | д.б.н., профессор, член-корр. РАН                                                       | 20.06.2002    | ОСХН    | Агробиотехнология, физиология сельскохозяйственных растений | Институт физиологии растений им. К.А. Тимирязева РАН                                                                 |
| Лайтманн, Джордж            | Соединённые Штаты Америки          | 24 мая 1925      | PhD, профессор                                                                          | 28.06.1996    | ОТНИТ   | Теория управления                                           | Калифорнийский университет в Беркли                                                                                  |
| Лан Юбинь                   | Соединённые Штаты Америки          | июль 1961        | PhD, профессор                                                                          | 31.01.2019    | ОСХН    | Защита растений, сельскохозяйственная авиация               | Южно-Китайский сельскохозяйственный университет                                                                      |
| Лернер, Константин          | Израиль                            | 1941             | д.ф.н., профессор                                                                       | 26.04.2016    | ОЯЛИ    | Лингвистика                                                 | Еврейский университет в Иерусалиме                                                                                   |
| Ли Чанмин                   | Китай                              |                  | PhD,профессор                                                                           | 07.06.2023    | ОТНИТ   | Инженерное дело                                             | Шанхайский университет                                                                                               |
| Линдвалль, Олле             | Швеция                             | 1946             | MD, PhD, профессор, член Шведской королевской академии наук                             | 28.12.2010    | ОФМ     | Нейрология                                                  | Лундский университет                                                                                                 |
| Лункенхаймер, Пауль Петер   | Германия                           |                  | MD, профессор                                                                           | 20.06.2002    | ОФМ     | Экспериментальная кардиохирургия                            | Университетская клиника Мюнстера                                                                                     |
| Магаротто, Луиджи           | Италия                             | 15 сентября 1942 | профессор                                                                               | 20.06.2002    | ОЯЛИ    | Картвелология                                               | Университет Ка-Фоскари                                                                                               |
| Магеррамов, Абель           | Азербайджан                        | 5 января 1950    | д.х.н., профессор, академик НАН Азербайджана                                            | 30.10.2013    | ОХХТ    | Органическая химия                                          | Бакинский государственный университет, Милли Меджлис Азербайджана                                                    |
| Мазья, Владимир             | Швеция                             | 31 декабря 1937  | д.ф.-м.н., профессор, член Шведской королевской академии наук                           | 30.10.2013    | ОЯЛИ    | Математика и механика                                       | Линчёпингский университет                                                                                            |
| Манг, Герберт               | Австрия                            | 5 января 1942    | DSc, профессор, член Австрийской академии наук                                          | 28.12.2010    | ОТНИТ   | Теоретическая и прикладная механика                         | Венский технический университет                                                                                      |
| Матвеев, Виктор             | Россия                             | 11 декабря 1941  | д.ф.-м.н., профессор, академик РАН                                                      | 02.04.2015    | ОМФ     | Физика высоких энергий                                      | Объединённый институт ядерных исследований                                                                           |
| Маэ, Жан-Пьер               | Франция                            | 21 марта 1944    | Дважды PhD (латынь, филология), профессор, член Академии надписей и изящной словесности | 28.06.1996    | ОЯЛИ    | Филология, арменоведение                                    | Практическая школа высших исследований                                                                               |
| Месхи, Бесарион             | Россия                             | 10 августа 1959  | д.т. н., профессор                                                                      | 29.06.2012    | ОТНИТ   | Инженерия                                                   | Донской государственный технический университет                                                                      |
| Осипов, Юрий                | Россия                             | 7 июля 1936      | д.ф.-м.н., профессор, академик РАН                                                      | 28.06.1996    | ОПММЭПУ | Механика и процессы управления                              | Российская академия наук                                                                                             |
| Парцингер, Герман           | Германия                           | 12 марта 1959    | хаб. д-р (история), профессор                                                           | 05.05.2023    | ООН     | Археология                                                  | Фонд прусского культурного наследия                                                                                  |
| Прангишвили, Давид          | Франция                            | 24 ноября 1948   | д.б.н., профессор                                                                       | 17.06.2011    | ОБН     | Вирология                                                   | Институт Пастера |
| Рейвен, Питер               | Соединённые Штаты Америки          | 13 июня 1936     | PhD, профессор                                                                          | 20.06.2002    | ОБН     | Ботаника                                                    | Ботанический сад Миссури                                                                                             |
| Риенмюллер, Райнер          | Австрия                            | 27 декабря 1942  | MD, профессор                                                                           | 28.12.2010    | ОФМ     | Медицинская радиология                                      | Медицинский университет Граца                                                                                        |
| Рокетлишвили, Михаил        | Соединённые Штаты Америки          |                  | д.э.н., профессор                                                                       | 20.06.2002    | ООН     | Экономика                                                   | |
| Садовничий, Виктор          | Россия                             | 3 апреля 1939    | д.ф.-м.н., профессор, академик РАН                                                      | 20.06.2002    | ОТНИТ   | Информатика и вычислительная техника                        | Московский государственный университет                                                                               |
| Самхарадзе, Тамаз           | Россия                             |                  | д.т. н., профессор                                                                      | 28.12.2010    | ОСХН    | Экологические системы и приборы                             | Издательство «Научтехлитиздат»                                                                                       |
| Сарели, Мераб               | Израиль                            | 18 октября 1948  | д.м.н., профессор                                                                       | 29.06.2012    | ОФМ     | Онкологическая хирургия                                     | Медицинский центр имени Хаима Шибы                                                                                   |
| Сепиашвили, Реваз           | Россия                             | 24 января 1955   | д.м.н., профессор                                                                       | 20.06.2002    | ОФМ     | Иммунология                                                 | Российский университет дружбы народов                                                                                |
| Сингх, Виджай П.            | Соединённые Штаты Америки          | 15 июля 1946     | DSc, профессор                                                                          | 20.06.2002    | ОСХН    | Инженерия окружающей среды и гидрология                     | Техасский университет A&M                                                                                            |
| Старр, Стивен Фредерик      | Соединённые Штаты Америки          | 24 марта 1940    | PhD, профессор                                                                          | 02.04.2015    | ООН     | Политология                                                 | Институт Центральной Азии и Кавказа                                                                                  |
| Сунь Юанда                  | Китай                              | 16 ноября 1964   | PhD, профессор                                                                          | 05.05.2023    | ОБН     | Биохимия                                                    | Шаньдунский технологический университет                                                                              |
| Таварткиладзе, Георгий      | Россия                             | 23 августа 1948  | д.м.н., профессор                                                                       | 17.06.2019    | ОФМ     | Аудиология                                                  | Российский научно-клинический центр аудиологии и слухопротезирования                                                 |
| Унгер, Феликс               | Австрия                            | 2 марта 1946     | DSc, профессор                                                                          | 11.12.2009    | ОФМ     | Кардиохирургия                                              | Европейская академия наук и искусств                                                                                 |
| Утида, Сунао                | Япония                             |                  | MD, профессор                                                                           | 20.06.2002    | ОФМ     | Физиология                                                  | Университет Васэда                                                                                                   |
| Утье, Бернар                | Франция                            | 4 июля 1941      |                                                                                         | 28.06.1996    | ООН     | Картвелология                                               | Национальный центр научных исследований                                                                              |
| Фарзалиев, Вагиф            | Азербайджан                        | 19 декабря 1939  | д.х.н., профессор, академик НАН Азербайджана                                            | 14.04.2022    | ОХХТ    | Химия присадок                                              | Институт химии присадок им. А. М. Кулиева НАН Азербайджана                                                           |
| Фенрих, Хайнц               | Германия                           | 10 января 1941   | PhD, д.ф.н., профессор                                                                  | 28.06.1996    | ОЯЛИ    | Языкознание, кавказоведение                                 | Йенский университет                                                                                                  |
| Хмаладзе, Эстате            | Новая Зеландия                     | 20 октября 1944  | д.ф.-м.н., профессор, член Королевского общества Новой Зеландии                         | 26.04.2016    | ОМФ     | Математическая статистика                                   | Университет Виктории в Веллингтоне                                                                                   |
| Хоц, Гюнтер                 | Германия                           | 16 ноября 1931   | DSc, профессор член Академии наук и литературы в Майнце                                 | 15.11.2011    | ОТНИТ   | Информатика                                                 | Саарский университет                                                                                                 |
| Хубутия, Могели             | Россия                             | 17 июня 1946     | д.м.н., профессор, академик РАН                                                         | 26.04.2016    | ОФМ     | Трансплантология                                            | НИИ скорой помощи им. Н. В. Склифосовского                                                                           |
| Хюттенбринк, Карл-Берндт    | Германия                           | 9 июня 1952      | MD, профессор                                                                           | 17.06.2011    | ОФМ     | Оториноларингология                                         | Университетская клиника Кёльна                                                                                       |
| Цивадзе, Аслан              | Россия                             | 20 января 1943   | д.х.н., профессор, академик РАН                                                         | 20.06.2002    | ОХХТ    | Химия и технология неорганических веществ                   | Институт общей и неорганической химии им. Н. С. Курнакова РАН                                                        |
| Чехановер, Аарон            | Израиль                            | 1 октября 1947   | DSc (медицина), профессор                                                               | 29.06.2012    | ОБН     | Биология                                                    | Технион |
| Чжан Тьежу                  | Китай                              | 16 февраля 1960  | профессор                                                                               | 31.01.2019    | ОТНИТ   | Машиностроение                                              | Шаньдунский технологический университет                                                                              |
| Чилачава, Рауль             | Украина                            | 15 мая 1948      | д.ф.н., профессор                                                                       | 18.10.2016    | ОЯЛИ    | Литературоведение                                           | |
| Шмитт, Рюдигер              | Германия                           | 1 июня 1939      | DSc, профессор                                                                          | 28.06.1996    | ОЯЛИ    | Востоковедение                                              | Саарский университет                                                                                                 |
| Шэнь Юши                    | Китай                              | 22 октября 1978  | PhD,профессор                                                                           | 07.06.2023    | ОТНИТ   | Инженерное дело                                             | |
| Эдмундс, Дэвид Эрик         | Великобритания                     | 1931             | PhD, профессор                                                                          | 06.07.2017    | ОМФ     | Математический анализ                                       | Университет Сассекса                                                                                                 |
| Элишаков, Исаак             | Соединённые Штаты Америки          | 9 февраля 1944   | к.т. н., профессор                                                                      | 29.06.2010    | ОТНИТ   | Прикладная механика                                         | Флоридский атлантический университет                                                                                 |
| Эппельбаум, Лев             | Израиль                            | 18 мая 1959      | к.г.-м.н., профессор                                                                    | 10.05.2023    | ОНЗ     | Геофизика                                                   | Тель-Авивский университет                                                                                            |
| Ястров, Отто                | Германия                           | 19 февраля 1942  | PhD, профессор                                                                          | 20.06.2002    | ОЯЛИ    | Семитология                                                 | Университет Эрлангена — Нюрнберга                                                                                    |

| Имя                                                      | Гражданство | Дата рождения   | Дата избрания   | Профессия / пост                        |
| -------------------------------------------------------- | ----------- | --------------- | --------------- | --------------------------------------- |
| Бурчуладзе, Паата                                        | Грузия      | 12 февраля 1955 | 12 февраля 2015 | Выдающийся грузинский оперный певец     |
| Варфоломей I (в миру Димитриос Архондонис)               | Турция      | 29 февраля 1940 | 12 октября 2007 | Священник, Патриарх Константинопольский |
| Илия II (в миру Ираклий Георгиевич Гудушаури-Шиолашвили) | Грузия      | 4 января 1933   | 11 марта 2005   | Священник, Католикос-Патриарх Грузии    |

## Другие академии Грузии
В Грузии также имеются:
- Абхазская региональная академия наук (основана в 1995 году, действует в Тбилиси)
- Грузинская академия сельскохозяйственных наук (основана в 1991 году)
- Грузинская академия биомедицинских наук